# Indian Village
Indian Village è un comune degli Stati Uniti d'America, situato nello Stato dell'Indiana, nella contea di St. Joseph.